# Синдром Кліппеля-Треноне
Синдром Кліппеля-Треноне (синоніми: невус варикозний остеогіпертрофічний, дизембріопатія судинно-кісткова) — вроджена вада розвитку. Характеризується великою поверхневою ангіомою з гіпертрофією тканин і варикозним розширенням вен ураженої кінцівки. Ангіому зазвичай видно вже при народженні дитини (в поодиноких випадках проявляється в ранньому дитячому віці) у вигляді великого плямистого телеангіектатічного судинного невуса (полум'яніючий або «винний» невус), в 50 % випадків — кавернозного, розташованого по всій довжині однієї з нижніх кінцівок. Нечисленні розсіяні ділянки ураження можуть бути на шкірі тулуба, значно рідше гемангіома локалізується на верхній кінцівці. Колір ангіоми може варіювати від блідо-червоного до інтенсивно пурпурного. Тканини ураженої кінцівки гіпертрофуються (як м'які, так і кісткові) за рахунок інтенсивної васкуляризації нерідко з наявністю артеріовенозних анастомозів (синдром Вебера). Уражена кінцівка або її частина подовжена і зазвичай швидше зростає за рахунок кісткової гіпертрофії в довжину, а також потовщена за рахунок гіпертрофії м'яких тканин в умовах підвищеного кровопостачання. Рентгенологічно виявляють потовщення кортикального шару кісток кінцівки і остеопороз, що призводить до деформації кінцівки з розвитком сколіозу. Можлива також деформація суглобів, потовщення або дистрофія м'язів. У деяких випадках настає не гіпертрофія, а атрофія кісток і м'яких тканин кінцівки. Варикозне розширення вен ураженої кінцівки стає вираженим в юнацькому віці і може супроводжуватися тромбофлебітом поверхневих вен, при травмі телеангіектатичних ділянок ураження шкіри можливі кровотечі. Глибока венозна мережа при синдромі Кліппеля-Треноне може бути розвинена погано або відсутня. Можливі інші аномалії розвитку: полідактилія, синдактилія, блакитний невус, розширення легеневих вен, пороки розвитку вісцеральних вен, які можуть бути причиною мелени, ректальних кровотеч. Розрізняють також абортивні варіанти синдрому: без судинних невусів, без гіпертрофії кісток або без варикозних розширених судин. Можливі також «перехрещені» форми, при яких ангіоми шкіри виражені на одній кінцівки, а варикозне розширення-на іншій. Перебіг процесу неухильно прогресує. Диференціальний діагноз проводять з синдромом Маффуччі, синдромом Біна.
Лікування симптоматичне. Необхідні ортопедичне взуття, профілактика тромбозів. Питання про хірургічне лікування вирішується індивідуально. Хірургічне лікування полягає в проведенні операцій, типових для флебогіпертензноного синдрому при клапанній недостатності вен.